# Emma Myers
Emma Myers (ur. 2 kwietnia 2002 w Orlando) – amerykańska aktorka. Rozpoczęła karierę jako aktorka dziecięca w 2010 wcielając się w rolę Paige Slayton w serialu Zbrodnie Palm Glade. Popularność zyskała w 2022 roku odgrywając rolę Enid Sinclair w serialu Wednesday.

## Życiorys
Urodziła się 2 kwietnia 2002 w Orlando. Ukończyła edukację domową i „nigdy nie miała tradycyjnego doświadczenia szkolnego”.
W 2010 roku zadebiutowała w serialu Zbrodnie Palm Glade wcielając się w rolę Paige Slayton. Grała w filmie A Taste of Christmas z 2020 roku i Girl in the Basement z 2021 roku. W 2022 roku wcieliła się w rolę Enid Sinclair w serialu Wednesday wyprodukowanego przez Netflix. W 2024 roku wcieliła się w rolę Pippy Fitz-Amobi w serialu Przewodnik po zbrodni według grzecznej dziewczynki wyprodukowanego przez Netflix i będącym ekranizacją thrillera dla młodych dorosłych autorstwa Holly Jackson.
W 2027 roku użyczy głosu w filmie Angry Birds 3.

## Filmografia
| Rok  | Tytuł                                              | Rola                             | Dodatkowe informacje           |
| ---- | -------------------------------------------------- | -------------------------------- | ------------------------------ |
| 2010 | Listy do Pana Boga                                 | dziewczynka w autobusie          | film; niewymieniona w napisach |
| 2010 | Zbrodnie Palm Glade                                | Paige Slayton                    | serial telewizyjny             |
| 2010 | Crooked                                            | dziewczyna na sali gimnastycznej | film                           |
| 2020 | A Taste of Christmas                               | BeeBee Jordan                    | film                           |
| 2020 | Piekarz i piękna                                   | Stephanie                        | serial telewizyjny             |
| 2020 | Dead of Night                                      | dziewczyna z Magnolii            | serial telewizyjny             |
| 2021 | Girl in the Basement                               | Marie Cody                       | film                           |
| 2022 | Wednesday                                          | Enid Sinclair                    | serial; rola pierwszoplanowa   |
| 2023 | Rodzinne zamiany                                   | CC Walker                        | film; rola pierwszoplanowa     |
| 2023 | Southern Gospel                                    | Angie Blackburn                  | film                           |
| 2024 | Przewodnik po zbrodni według grzecznej dziewczynki | Pippa Fitz-Amobi                 | serial; rola pierwszoplanowa   |
| 2025 | Minecraft: Film                                    | Natalie                          | film                           |
| 2027 | Angry Birds 3                                      | TBA (głos)                       | Nadchodząca produkcja          |